# 山遊亭金太郎 (3代目)
三代目 山遊亭 金太郎（さんゆうてい きんたろう、1956年6月4日 - 2019年9月17日）は山形県小国町出身の落語家。落語芸術協会理事。本名：佐藤 敏弘。出囃子は『金太郎童謡』。趣味は俳句、俳句誌百鳥同人。
愛称は大柄だけに「落語界の中村吉右衛門」。元陸上自衛官の経歴を持っていた人物でもあった。

## 経歴
1978年2月、二代目桂小南に入門し前座名「南てん」を名乗る。
1982年9月、二ツ目昇進し師匠の前名である三代目山遊亭金太郎に改名。
1991年9月、三笑亭夢三四と共に真打昇進。
2018年8月、骨髄異形成症候群に罹患し、闘病生活に入る。2019年2月に親族から骨髄移植を受け、回復の傾向を見せていた。しかし、同年6月に急性骨髄性白血病を発症し病状が悪化。寄席への復帰は叶わず、同年9月17日午後9時45分に死去。63歳没。弟子であった山遊亭くま八は兄弟子桂南なん門下に移籍した。くま八は2024年5月に真打昇進とともに、元師匠の名跡である「四代目山遊亭金太郎」を襲名した。

## 芸歴
- 1978年2月 - 二代目桂小南に入門、前座名「南てん」を名乗る。
- 1982年9月 - 二ツ目昇進、「三代目山遊亭金太郎」に改名。
- 1991年9月 - 真打昇進。

## 人物
落語芸術協会の俳句同人「駄句だく会」のリーダーをつとめていた。金太郎の没後は3代目桂小南が会のリーダーを引き継ぎ、会員の総意で金太郎の命日となる9月17日が「山遊忌（さんゆうき）」と命名された。
噺家仲間からの人望も厚く、生前は落語芸術協会の監事を2015年から、また死没直前の2019年6月から同協会の理事を務めていた。晩年は入院・療養生活となっていたが、金太郎を慕う噺家仲間により2019年4月に「山遊亭金太郎激励会」をノーギャラで開催、木戸銭は金太郎に寄付した。会場となったお江戸日本橋亭では舞台まで客が上がるなど超満員となった。また若手が「お世話になってる若手達が山遊亭金太郎師匠に恩返し」の同様の落語会を行うなど、復帰を願っていたという。三笑亭夢太朗によれば、巡業で一緒に北海道を回った際に、登別温泉で沈み死にそうになった男性を助け救命活動を行ったことを明かしている。
骨髄移植を受けて一時回復後は、病院内で入院患者や病院関係者向けの落語会も開いていた。生前最期の高座となったのが、2019年7月8日に入院先の筑波大学付属病院内での落語会であった。演目は『ぜんざい公社』。
長男は小学校の時に全日本空輸の「ポケモンジェット'99」のデザインに公募し、最優秀作品となり実際にデザインした機体がフライトしている。金太郎の葬儀にはそのデザインの模型が飾られている。

## 得意ネタ
- ぜんざい公社
- ねずみ穴
- 肝つぶし

## 弟子
- 四代目山遊亭金太郎（元2代目快楽亭ブラック門下で正日→ブラ淋。金太郎門下でくま八を名乗るが、金太郎死後は桂南なん門下に移籍。）

## 参考資料
- 諸芸懇話会、大阪芸能懇話会共編『古今東西落語家事典』平凡社、ISBN 458212612X